# José António de Andrade Sequeira
José António de Andrade Sequeira ComA (Portalegre, São Lourenço, 4 de Fevereiro de 1876 - Portalegre, São Lourenço, 31 de Agosto de 1952) foi um político português.

## Família
Filho de Joaquim José de Andrade Sequeira (Nisa, Alpalhão, 16 de Julho de 1849 - ?), Licenciado em Medicina pela Faculdade de Medicina da Universidade de Coimbra, e de sua mulher (Nisa, Alpalhão, 21 de Abril de 1874) Ana Joaquina Temudo Frade (Niza, Alpalhão, 1837? - ?), neto paterno de António José de Andrade Sequeira e de sua mulher Antónia Joaquina da Cunha e neto materno de António Gonçalves Temudo Frade e de sua mulher Ana Joaquina da Conceição. Irmão de Jerónimo José de Andrade Sequeira.

## Biografia
Capitão-Tenente Médico Naval, com a Implantação da República Portuguesa foi 50.º Governador Civil do Distrito de Portalegre de 5 de Outubro de 1910 a 28 de Março de 1912, ocupando o posto ao seu próprio irmão, e 52.º Governador Civil do Distrito de Portalegre de 1 de Junho de 1912 a 6 de Setembro de 1913, 22.º Governador-Geral da Guiné Portuguesa de 1913 a 1914 e 24.º governador-geral da Guiné Portuguesa de 1915 a 1917.
A 11 de Março de 1919 foi feito Comendador da Ordem Militar de Avis.

## Casamento e descendência
Casou com Idalina Dias da Costa (Amarante, São Gonçalo - ?), filha de António Dias da Costa e de sua mulher Ana de Jesus Osório, com geração.